# Ludwig Weber (Politiker, 1809)
Ludwig Weber (* 17. August 1809 in Triest; † 29. September 1853 in Villach) war ein österreichischer Unternehmer und Politiker.

## Leben
Weber war der Sohn des königlich Schwedischen Konsuls und Börsenkaufmanns in Triest Johann Ludwig Weber († vor 1840) und dessen Ehefrau Johanna Josefa geborene Renner von Österreicher († vor 1840). Er war evangelisch A.B. und heiratete am 23. November 1840 Maria Agnes Amanda Edle von Pobeheim (* 17. April 1818; † 6. September 1872). Aus der Ehe ging eine Tochter und ein Sohn hervor. Er war Schwiegervater von Franz Holenia.
Weber war Direktor der Radgewerkschaft zu Olsa bei Friesach und ab 1840 Mitbesitzer der Nagelgewerkschaft in Seebach bei Villach. Er war Mitglied der Kärntner Handels- und Gewerbekammer.
In der Revolution von 1848/1849 im Kaisertum Österreich war er im Mai 1848 Mitglied der Kärntner Delegation bei Kaiser Ferdinand in Innsbruck. 
Vom 17. Juli 1848 bis zu seinem Rücktritt am 21. Oktober 1848 war er Abgeordneter im Provisorischen Kärntner Landtag. Ab dem 17. Oktober 1848 war er Stellvertreter im verstärkten provisorischen Landtagsausschusses.